# Таганцев, Владимир Николаевич
Влади́мир Никола́евич Тага́нцев (родился в 1889 году, Москва, Российская империя — расстрелян 29 августа 1921 года, Петроград, РСФСР) — российский учёный-географ, профессор, секретарь Российского сапропелевого комитета. Был расстрелян по обвинению в заговоре против большевиков, несмотря на письменное обещание следователя Якова Агранова сохранить жизнь всем участникам «боевой организации». В 1992 году Таганцев был реабилитирован, так как дело по заговору было признано сфабрикованным.

## Происхождение
Внук купца Владимир Таганцев родился в 1889 году в Москве, в семье сенатора Н. С. Таганцева (1843—1923) и Евгении Александровны (урожд. Кадьян, 1852—1921). Сестра отца — Любовь Степановна Таганцева — была основательницей и директрисой частной гимназии её имени. 

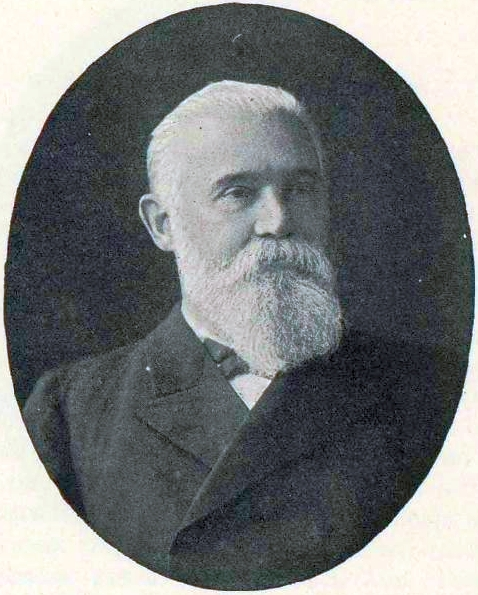
Н. С. Таганцев, 1906

Имел единокровного брата, Николая (1873—1946), впоследствии — тоже сенатора, председателя Петроградской судебной палаты (1917), министра юстиции в правительстве Юга России (1920), и двух сестёр — Надежду (1871—1942) и Зинаиду (1884—1946).

## Биография
Владимир Таганцев обучался в гимназии Карла Мая. Окончил физико-математический факультет Петербургского университета (1913). После окончания учёбы был оставлен при университете для подготовки к профессорскому званию.
Изучал ледники Азии, пустынное выветривание, составлял карту почвенных зон Кокандского уезда Ферганской области. За исследования в Туркестанском хребте награждён малой серебряной медалью Географического общества (1915).
Во время Первой мировой войны — начальник вьючного транспорта на Кавказском фронте.
В сентябре 1917 вернулся в университет и в апреле 1919 избран преподавателем на кафедре географии Петроградского университета.
В. Н. Таганцев был учёным секретарём Сапропелевого комитета Российской академии наук. После расстрела его знакомых за участие в конспиративном «Национальном центре» вступил в политическую борьбу.
В первый раз В. Н. Таганцев был арестован ВЧК в 1919 году за попытку послать голодающим коллегам в Петроград под видом сапропеля картофель. Позднее пытался организовать сопротивление режиму большевиков.

## Дело Петроградской боевой организации

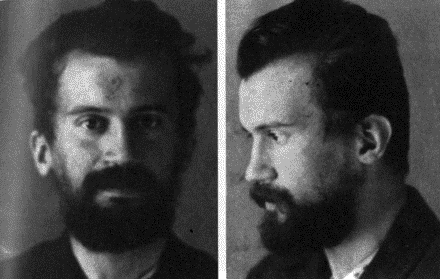
Владимир Николаевич Таганцев. Фото из следственного дела. 1921 г.

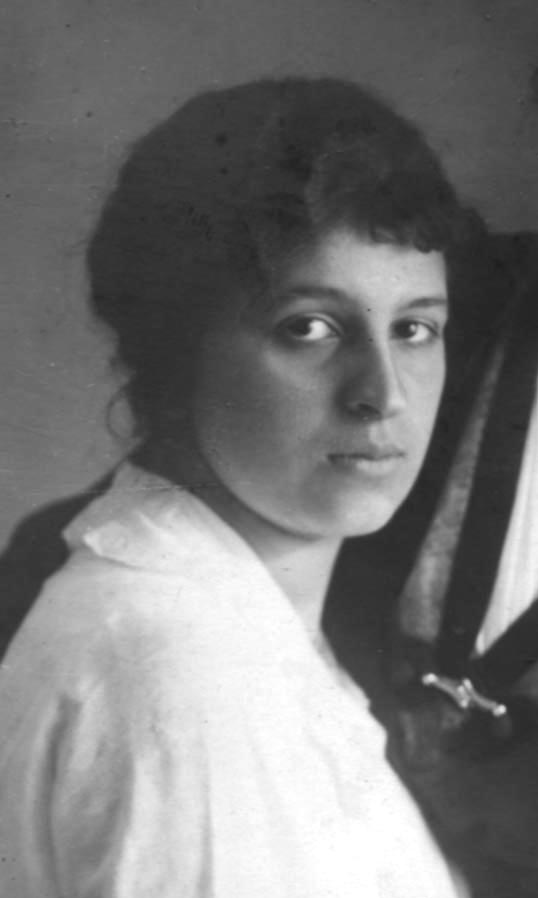
Надежда Феликсовна Таганцева (урожд. Марцинкевич). Была расстреляна вместе с мужем

В 1921 году ВЧК по делу «Петроградской боевой организации В. Н. Таганцева» было арестовано 833 человека. Расстреляно по приговору или убито при задержании 103 человека (включая поэта Николая Гумилёва), отправлено в концентрационный лагерь 83, освобождено из заключения 448. Судьба многих неизвестна.
В списке «Петроградской правды» В. Н. Таганцев представлен первым: «… 31 г., б. помещик, профессор-географ, беспартийный секретарь Сапропелевого комитета, глава и руководитель Петроградской боевой организации; поставил себе целью свержение Советской власти путём вооружённого восстания и применения тактики политического и экономического террора в отношении Советской власти. Состоял в деловом отношении с разведками: Финского генерального штаба, американской, английской».
Реабилитирован только в 1992 г.

## Семья
Первая жена В. Н. Таганцева — Агния Ефимовна Бузолина (ум. 1916), которая умерла при родах. Выживший ребёнок — Кирилл Владимирович Таганцев (1916—2000/2001), впоследствии — физик, окончил Ленинградский университет, участник Великой Отечественной войны. Имеет двоих сыновей: Александра (род. 1951) и Дмитрия Кирилловичей Таганцевых — тоже физиков. После расстрела отца Кирилл Таганцев воспитывался в семье тёти Надежды Николаевны Таганцевой и её мужа Георгия Викентьевича Миштовта, врача-нейрохирурга. 
Второй супругой учёного-географа стала Надежда Феликсовна Таганцева (урожд. Марцинкевич; 1894—1921). В 1-ю мировую войну — врач Красного креста. В августе 1921 года была расстреляна вместе с мужем. Во втором браке у Владимира Таганцева родилась дочь — Агния (Сыромятникова, 1919—1997). После расстрела родителей она воспитывалась у сестры матери — Софьи Феликсовны Гринёвой (Марцинкевич; 1889—1959). В дальнейшем Агния Владимировна стала врачом-хирургом, директором Медицинского училища № 8 в Ленинграде; была защитницей блокадного Ленинграда в годы Великой Отечественной войны, награждена медалями «За боевые заслуги», «За оборону Ленинграда».